# Santi Vila i Vicente

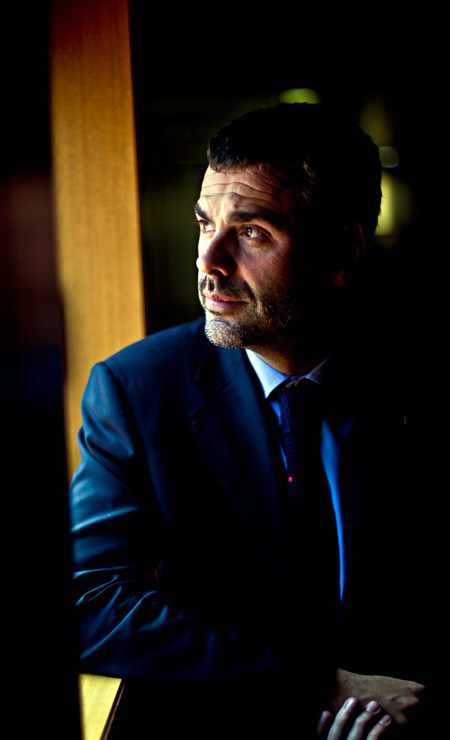
Santi Vila i Vicente, 2016

Santiago Vila i Vicente (geboren am 15. März 1973 in Granollers), kurz: Santi Vila, ist ein katalanischer Historiker und Politiker. Er gehört der Partit Demòcrata Europeu Català (PDeCAT) an, einer liberalen Partei, die für die Unabhängigkeit Kataloniens von Spanien eintritt.

## Politische Karriere
Santiago Vila i Vicente absolvierte ein Geschichtsstudium an der Universitat de Girona. Sein Doktorat erlangte er – summa cum laude – an der Universitat Internacional de Catalunya in Barcelona. In der Folge unterrichtete er an Schulen und Universitäten. Er publizierte zum katholischen Fundamentalismus in Katalonien und wurde 2004 für seinen Essay Lob der Erinnerung ausgezeichnet.
1999 wurde er zum Stadtrat von Figueres gewählt. Er gehörte ursprünglich der Esquerra Republicana de Catalunya (ERC) an, der Republikanischen Linken Kataloniens, wechselte aber im Jahr 2000 zur Convergència Democràtica de Catalunya (CDC), der heutigen PDeCAT. 2006 wurde er zum Abgeordneten des katalanischen Parlaments gewählt, 2007 zum Bürgermeister von Figueres. Bei der Wiederwahl 2011 erzielte er als erster Bürgermeister dieser Stadt die absolute Mehrheit.
2012 wurde er als Conseller de Territori i Sostenibilitat in die Generalitat de Catalunya berufen, auf Deutsch: Minister für Raumplanung und Nachhaltigkeit in der autonomen katalanischen Regionalregierung. Er baute ein Netzwerk auch zu Politikern anderen Parteien auf, zu Vorstandsmitgliedern der sozialistischen PSOE und zu prominenten Vertretern der Regierungspartei Partido Popular (PP), wie der Parlamentspräsidentin Ana Pastor Julián und dem Justizminister Rafael Catalá. Sein Motto lautet: „Die Unabhängigkeit von einer gemäßigten Position aus.“ 2016 wechselte er ins Kultusministerium und veröffentlichte den politischen Aufsatz Ein Gründungsmoment, Visionen des modernen Reformismus. 2017 wurde er als Conseller d’Empresa i Coneixement berufen, Minister für Wirtschaft und Wissenschaft.

### Rolle während der Katalonien-Krise
Im Rahmen der Katalonien-Krise plädierte er für Dialog und warnte beide Seiten, dass eine harte Linie zu einem Desaster führen würde. Als sich eine Verhärtung der Fronten abzeichnete, trat er am 26. Oktober von seiner Funktion zurück, am Tag vor der Unabhängigkeitserklärung durch das katalanische Parlament. In seiner Rücktrittserklärung via Twitter ist zu lesen: „Meine Dialogversuche sind einmal mehr gescheitert. Ich hoffe, dass ich bis zur letzten Minute dem Präsidenten und den Katalanen von Nutzen war.“
Nach der Flucht von Carles Puigdemont brachte er sich in einem Radiointerview als dessen möglicher Nachfolger in Stellung und verkündete seine Absicht, bei den Regionalwahlen im Dezember 2017 zu kandidieren. Am 2. November 2017 ordnete die Richterin Carmen Lamela die Verhaftung von neun Mitgliedern der katalanischen Regionalregierung an, darunter auch Vila i Vicente. Weiters wurden am nächsten Tag Haftbefehle gegen fünf weitere Regierungsmitglieder erlassen, die sich in Belgien befanden, darunter Carles Puigdemont. Als einzigem der neun früheren Minister, die der gerichtlichen Vorladung nach Madrid gefolgt waren, wurde Vila i Vicente ermöglicht, der Verhaftung zu entgehen – unter Stellung einer Kaution von 50.000 Euro. Der Politiker beschloss jedoch – aus Solidarität mit seinen früheren Ministerkollegen – die Nacht hinter Gittern zu verbringen. Am Folgetag wurde die Kaution gestellt und der Politiker verließ das Gefängnis von Estremera. Der Presse gegenüber erklärte er: „Diese Causa werden wir nicht vor den Gerichten klären können, sondern nur auf politischem Wege.“
Am 19. November 2017 wurde bekannt, dass die abgesetzte katalanische Regionalregierung auf ihrer Website ein Foto der „Mitglieder der legitimen Regierung“ veröffentlichte, auf welchem Santi Vila i Vicente wegretuschiert worden war. Allerdings vergaß man, darauf auch seine Beine und Füße zu entfernen.
Am 14. Oktober 2019 wurde er im Rahmen des Strafverfahren infolge der Katalonien-Krise seit 2017 wegen Widerstands gegen die Staatsgewalt (span: desobediencia) zu einer Geldstrafe von 60.000 Euro (zehn Monate mit einem Tagessatz à 200 Euro), sowie zu einem 20-monatigen Berufsverbot für alle politischen Positionen verurteilt.

## Persönliches
Santi Vila i Vicente bezeichnet sich selbst als religiös. Er ist ein begeisterter Wanderer und Anhänger des Stierkampfes. Im Jahr 2010 stimmte er gegen das Verbot in Katalonien, gegen die Parteilinie, als einziger seiner Partei.
Am 5. Juli 2014 heiratete der Politiker seinen langjährigen Lebensgefährten Rafael Vertamatti, einen aus Brasilien stammenden Küchenchef, den er 2004 in Empordà kennen gelernt hatte. Die Hochzeit fand auf Castell de Peralada statt, die Zeremonie wurde von Carles Puigdemont geleitet, damals Bürgermeister von Girona. Anfang 2016 wurde die Trennung bekannt gegeben. Sein aktueller Lebensgefährte ist Javier Luque, früher Manager der Telefónica, der aus dem Baskenland stammt.

## Publikationen
- Hrsg.: M. Àngels Custey. Ajuntament de Figueres i Consell Comarcal de l’Alt Empordà, 2000
- Un camell en el garatge. El Brau edicions, 2003, ISBN 978-84-95946-17-1.
- Elogi de la memòria. Edicions Tres i Quatre, 2004, ISBN 978-84-7502-714-2.
- Què pensa Santi Vila, amb Josep Puigbert. Fundació Trias Fargas, Ebe Editor, 2006, ISBN 978-84-934695-0-4.
- Sense límits, El Brau Edicions, 2012, ISBN 978-84-96905-59-7.
- Un moment fundacional, visions des del reformisme modern. Grup 62, Pòrtic 2016, ISBN 978-84-9809-368-1.

## Auszeichnungen
- Mérite Européen
- 2004: Premio Joan Fuster für Essays, für das Buch Elogi de la memòria